# USSF Division 2 Professional League
USSF Division 2 Professional League (D2 Pro League) was een eenmalige voetbalcompetitie in de Verenigde Staten. De competitie werd opgezet omdat er een aantal teams een nieuwe competitie willen opzetten (NASL). Door verschillende problemen werd de nieuwe competitie een jaar opgeschoven. Hierdoor speelden de teams die eigenlijk in de nieuwe competitie zouden spelen en de teams uit de USL First Division in deze competitie. Niet alle teams gingen in 2011 verder in  de NASL. Een aantal ging spelen in de USL Pro en AC St. Louis speelde alleen in de D2 Pro League en werd daarna opgeheven.

## Deelnemende teams
| Team                     | Stad                    | Stadion                      | Opgericht      |
| USL Conference           | USL Conference          | USL Conference               | USL Conference |
| ------------------------ | ----------------------- | ---------------------------- | -------------- |
| Austin Aztex FC          | Austin, Texas           | House Park                   | 2008           |
| NSC Minnesota Stars      | Blaine, Minnesota       | National Sports Center       | 2009           |
| Portland Timbers         | Portland, Oregon        | PGE Park                     | 2001           |
| Puerto Rico Islanders    | Bayamón, Puerto Rico    | Estadio Juan Ramón Loubriel  | 2003           |
| Rochester Rhinos         | Rochester, New York     | Marina Auto Stadium          | 1996           |
| FC Tampa Bay Rowdies     | Tampa, Florida          | George M. Steinbrenner Field | 2008           |
| NASL Conference          |                         |                              |                |
| Carolina RailHawks FC    | Cary, North Carolina    | WakeMed Soccer Park          | 2006           |
| Crystal Palace Baltimore | Catonsville, Maryland   | UMBC Stadium                 | 2006           |
| Miami FC                 | Miami, Florida          | Lockhart Stadium             | 2006           |
| Montreal Impact          | Montreal, Canada        | Saputo Stadium               | 1992           |
| AC St. Louis             | Fenton, Missouri        | Anheuser-Busch Center        | 2009           |
| Vancouver Whitecaps FC   | Burnaby, Brits-Columbia | Swangard Stadium             | 1986           |

Notities
- FC New York zou in 2010 deelnemen aan de USL First Division, maar het team komt niet voor op de lijst van aangemelde voetbalclubs. Ook Atlanta Silverbacks staat er niet op.

## Kampioen
| Seizoen | Club                  | Kampioenschap |
| ------- | --------------------- | ------------- |
| 2010    | Puerto Rico Islanders | 1             |